# Agadez (vùng)
Agadez là một khu vực hành chính của Niger, giáp biên giới với vùng Tibesti của Tchad, vùng thủ hiến Murzuq của Libya, tỉnh Tamanghasset của Algérie và vùng Kidal của Mali. Với diện tích 667.799 kilômét vuông (257.839 dặm vuông Anh), Agadez là vùng có diện tích lớn nhất của Niger và cũng là vùng có diện tích lớn nhất của một quốc gia ở châu Phi. Thủ phủ của vùng này là thành phố Agadez.

## Mô tả
Agadez là vùng chiếm 52% tổng diện tích của Niger, khiến nó là vùng có diện tích lớn nhất trong số 7 vùng của quốc gia này. Mặc dù có diện tích lớn nhưng dân số của vùng lại chỉ có khoảng 487.620 người, chiếm 2,8% dân số cả nước, mật độ là 0,73 người trên kilômét vuông (1,9/sq mi). Agadez bao gồm vùng sa mạc Ténéré rộng lớn, một phần của sa mạc Sahara, hoang mạc cát Bilma và cả Dãy núi Aïr.
Phần lớn dân số tại đây là những người du mục và bán du mục, họ là những người Tuareg, Toubou và Fula. Có nhiều khu vực định cư của người Kanuri ở phía đông, còn các thị trấn và ốc đảo là nơi có mặt của người Songhai và Hausa.

## Kinh tế
Trải qua nhiều thế kỷ bởi hoạt động Trao đổi thương mại xuyên Sahara, các thị trấn ốc đảo của Aïr và Kaouar là nơi được biết đến với các khu vườn chà là và sản xuất muối. Cuối những năm 1990, du lịch trở thành một ngành công nghiệp lớn cùng với thị trấn mỏ Uranium Arlit cung cấp 20% ngoại tệ cho quốc gia. Các cuộc nổi dậy của người Tuareg chống lại chính phủ Niger vào những năm 1990 và cuối những năm 2000, cùng với vấn đề về hạn hán trong những năm 1970, 1980 và 2002 dẫn đến những cuộc khủng hoảng kinh tế của khu vực. Khai thác uranium là một ngành kinh tế nổi bật trong khu vực với các mỏ uranium được khai thác bởi các công ty nước ngoài, cung cấp nguồn thu đáng kể cho đất nước. Người Pháp đã phát hiện những mỏ uranium đầu tiên của Niger tại lưu vực Tim Mersoi của vùng Agadez vào năm 1958. Kể từ đó, các công ty Pháp như Areva đã duy trì dấu chân lớn của họ trong khu vực, với việc sử dụng một số lượng lớn người dân địa phương trong ngành công nghiệp.

## Phân chia
Agadez được chia thành một thị xã và ba tỉnh
| Agadez       | .......     | 78.289  |              |                            |
| Tỉnh         | Diện tích   | Dân số  | Tỉnh lỵ      | Khu vực có dân cư          |
| Arlit        | 216 774 km² | 98.170  | Arlit        |                            |
| Bilma        | 296 279 km² | 17.080  | Bilma        | Bilma, Djado, Fachi, Kawar |
| Tchirozérine | 154 746 km² | 118.068 | Tchirozérine |                            |

## Biên giới
Agadez là vùng có nhiều biên giới với các quốc gia xung quanh Niger, trong đó đây là vùng duy nhất có đường biên giới với Libya và Algérie, Cụ thể:
- Kidal, Mali ở phía tây
- Tamanghasset Wilayah, Algeria ở tây bắc
- Ghat, Libya ở phía bắc
- Murzuq, Libya ở đông bắc
- Bourkou-Ennedi-Tibesti, Chad ở phía đông

Trong nước, Agadez cũng có đường ranh giới với nhiều vùng khác:
- Diffa ở phía đông nam
- Zinder ở phía nam, đông của Maradi
- Maradi ở phía nam, tây của Maradi
- Tahoua ở phía tây nam